# Escola Superior para a Conservação e Restauração de Bens Culturais da Galiza
A Escola Superior de Conservação e Restauração do Património Cultural da Galiza (ESCRBBCCG) é uma escola superior espanhola do Ministério da Cultura e Educação da Junta da Galicia. Tem a sua sede em Pontevedra, no antigo quartel de São Fernando, no mesmo edifício da Faculdade de Belas Artes. É a única escola superior de conservação e restauração do património na Galiza e no noroeste de Espanha..

## Localização
O edifício está localizado na rua General Martitegui 1 em Pontevedra.

## História
A escola tem vindo a oferecer estudos de conservação e restauração desde 12 de janeiro de 1992. A criação da Escola Superior de Conservação e Restauração dos Bens Culturais da Galiza em Pontevedra data de 1991 com o Decreto 352/1991 de 17 de outubro (DOG (Diário Oficial da Galiza) de 24 de outubro)..   
Entre Dezembro de 1994 e Janeiro de 1995, foi concluída a reabilitação do edifício destinado a albergar a Escola Superior do Património da Galiza. Em 1995, a escola, criada em 1991, mudou-se para lá.

## Formação
Entrega o diploma superior em conservação e restauração de bens patrimoniais e culturais. Os estudos têm uma duração de quatro anos, os primeiros dois anos são comuns e os últimos dois anos são especializados. As três especialidades ensinadas nesta instituição são a conservação-restauração de bens escultóricos, a conservação-restauração de bens pictóricos e a conservação-restauração de bens arqueológicos..
Os dois primeiros anos de estudo centram-se nas técnicas de conservação e restauração, com um estudo da biologia, física e química relacionadas com a restauração e a história da arte. Nos dois últimos anos, existe uma especialização de acordo com a opção escolhida, na qual a técnica e a teoria de cada secção são estudadas em profundidade.

### Admissão de restauradores de património
A escola é pública e requer um diploma do ensino secundário e um exame de admissão específico. O exame é composto por duas partes: uma análise textual (relacionada com as disciplinas escolares) e um exame de arte plástica (por exemplo, que uma cor seja degradada em três fases utilizando o branco).

## Instalações
O grande edifício da escola é o antigo quartel neoclássico de São Fernando, projectado pelo arquitecto Bonifacio Menéndez Conde, construído entre 1906 e 1909 e renovado em 1994 pelo arquitecto César Portela Fernández-Jardón para se tornar a sede da escola superior e para albergar os estudos de Conservação e Restauração de Bens Culturais da Galiza.
A biblioteca da instituição tem mais de 9.000 volumes, dos quais quase 6.000 foram doados em Julho de 2020 pelos herdeiros do médico Manuel Carballal Lugrís, que vivia em Pontevedra. 

## Galeria

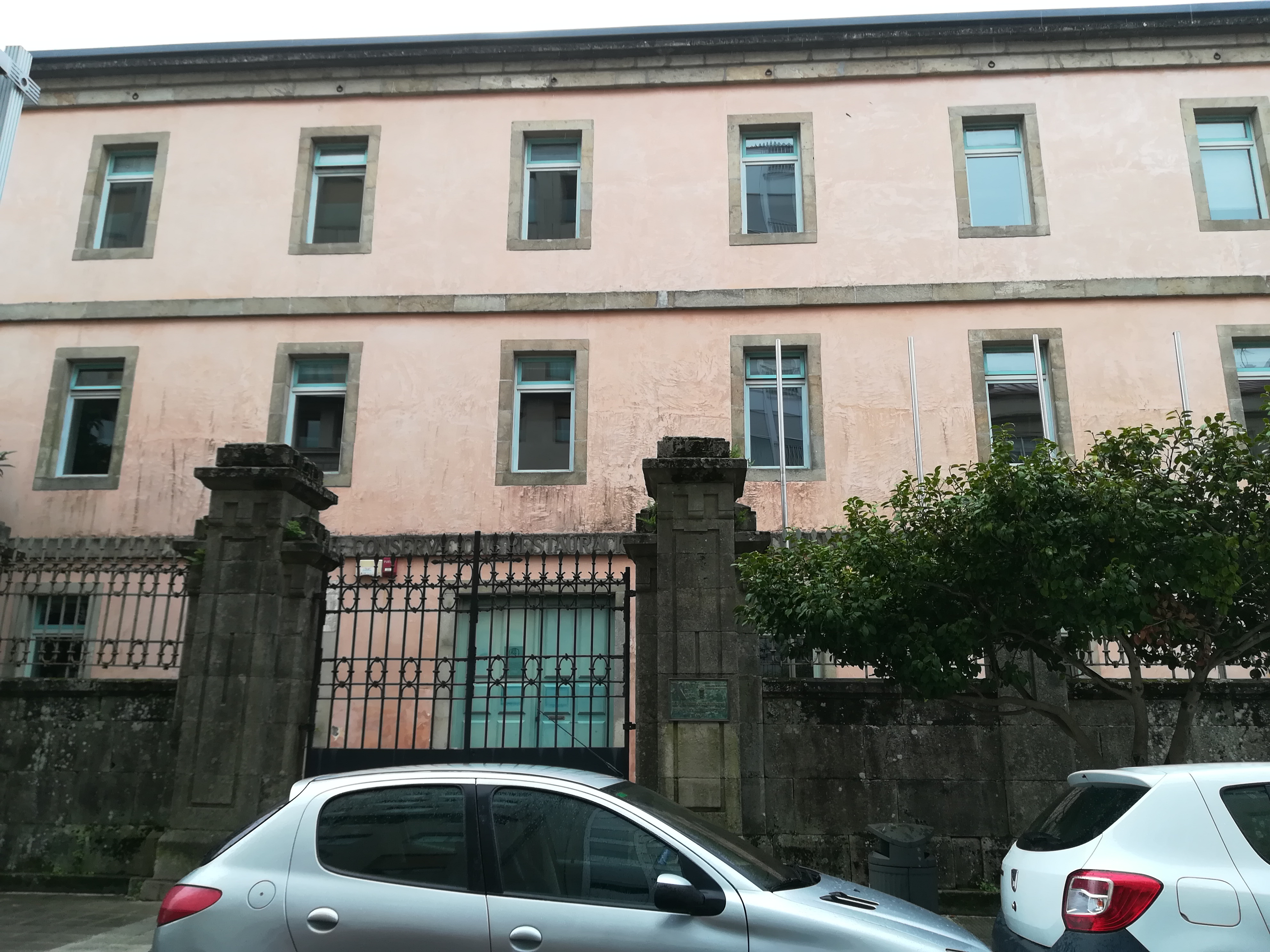
Entrada da escola
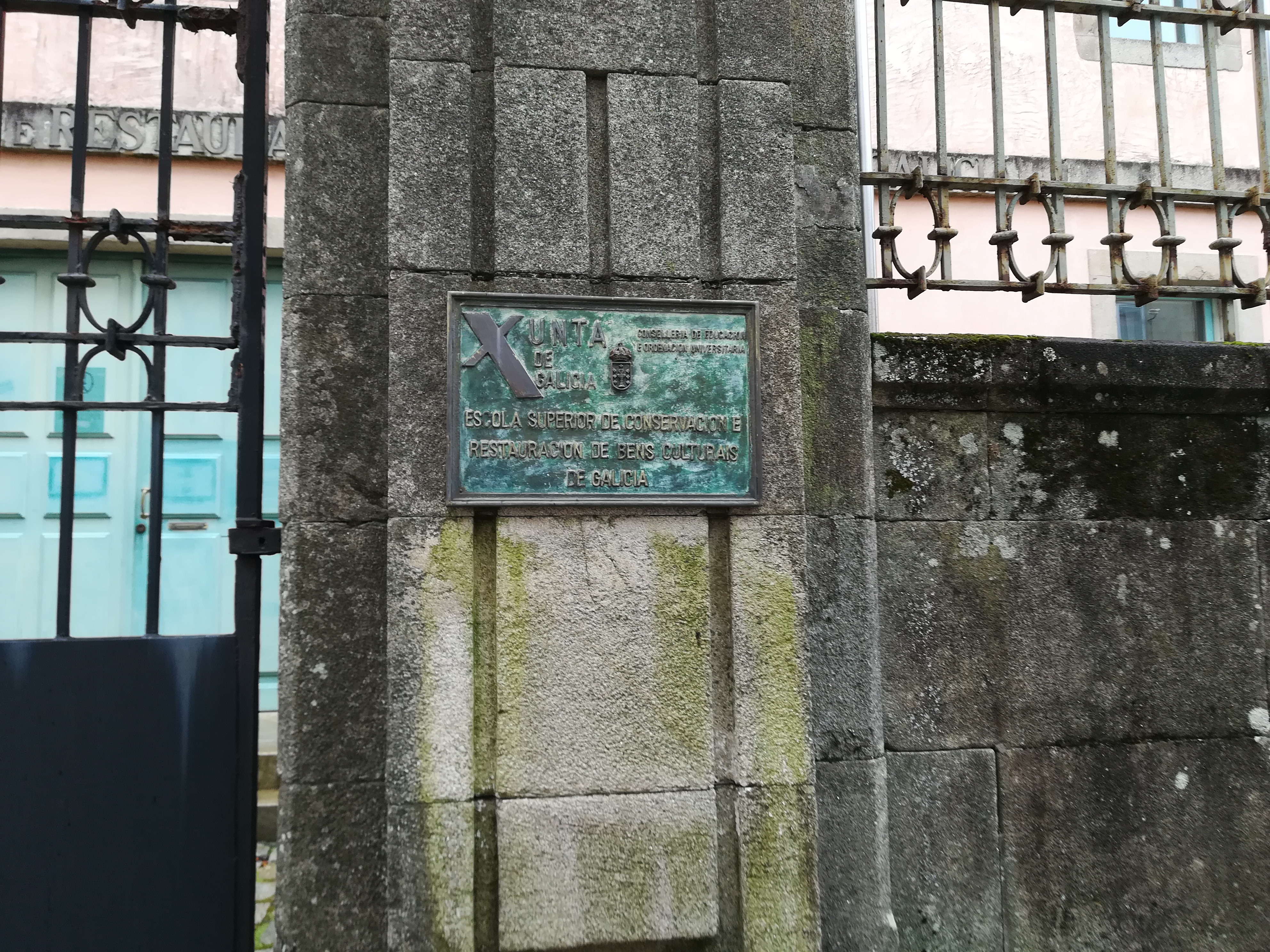
Placa com o nome da escola

### Artigos relacionados
- Faculdade de Belas Artes de Pontevedra
- Junta da Galiza